# Méthylsilanetriol
Le méthylsilanetriol est un composé organosilicié de formule chimique CH3Si(OH)3. Cet organosilanol se présente comme un liquide volatil. Il peut se former par hydrolyse du méthyltrichlorosilane CH3SiCl3 :
CH3SiCl3 + 3 H2O ⟶ CH3Si(OH)3 + 3 HCl.
C'est également un produit d'hydrolyse possible des points de ramification sur les chaînes de polydiméthylsiloxane.
Le méthylsilanetriol peut être métabolisé par certaines bactéries en donnant de l'hydroxyméthylsilanetriol HOCH2Si(OH)3.